# Sammaljärvet (Tärendö socken, Norrbotten, 748422-178017)
Sammaljärvet är en sjö i Pajala kommun i Norrbotten och ingår i Kalixälvens huvudavrinningsområde.